# أنديرس بولسين (لاعب كرة قدم)
أنديرس بولسين (بالدنماركية: Anders Poulsen)‏ هو حكم كرة قدم ومدرب كرة قدم ولاعب كرة قدم دنماركي، ولد في 4 يونيو 1981.

## روابط خارجية
- أنديرس بولسين على موقع Soccerway.com (الإنجليزية)